# Agence d'investigation de sécurité publique
Pour les articles homonymes, voir AISP.
L'Agence d’investigation de sécurité publique (公安調査庁, Kōanchōsa-chō, AISP ou PSIA en anglais pour Public Security Investigation Agency, traduction officielle) est une agence gouvernementale japonaise qui s'occupe de la sécurité nationale à la fois sur le territoire national et à l’étranger. Ses missions sont surtout portées sur le contre-espionnage ce qui implique une certaine discrétion : de ce fait, l'AISP est peu connue du grand public. L'agence est rattachée au ministère de la Justice.

## Histoire et évolution

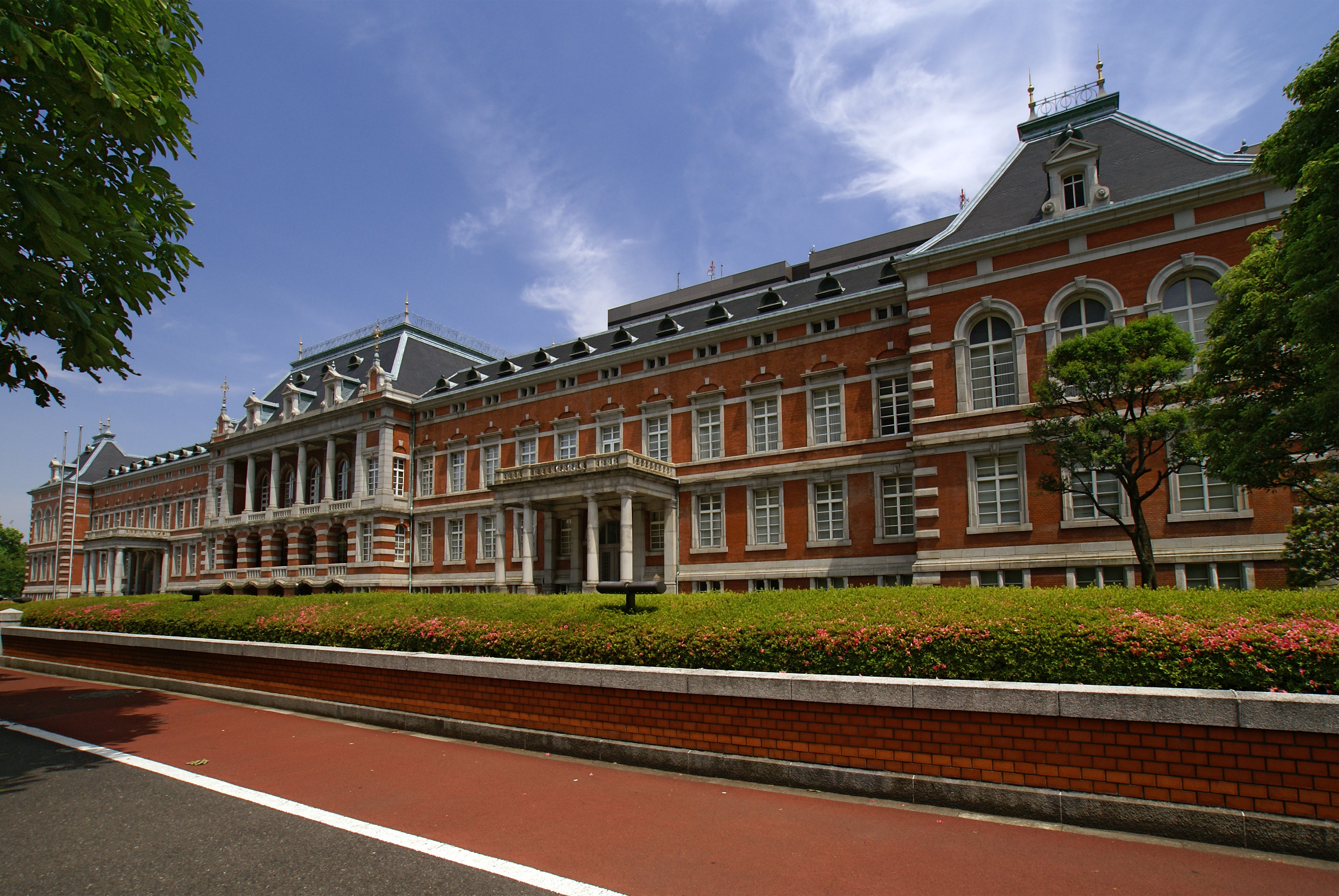
L'agence était installée dans l'ancien ministère de la Justice avant de déménager dans ses locaux actuels.

Ouverte en 1952, au moment où la loi sur la prévention des activités subversives entra en vigueur le 21 juillet, l’agence eut comme première mission de surveiller les événements rythmant la scène politique. Les 1 800 investigateurs travaillant pour l’agence devaient empêcher par exemple les tentatives de subversion. Lors de la guerre froide, c’est principalement le parti communiste japonais qui fut surveillé.
Le gouvernement avait la volonté d’empêcher des réseaux ou des organismes pouvant représenter une menace pour la démocratie et le peuple japonais. Par la suite, l’AISP ne se contenta pas de surveiller les partis politiques : les résidents étrangers (principalement les Sud-Coréens) et les sectes (comme Aum Shinrikyō) étaient les deux autres points que les agents devaient observer.
Une organisation externe nommée Kyudankai est utilisée pour l’analyse d’informations (l’espionnage) des mouvements militaires de l’URSS. Ainsi, le groupe a pu prévoir l’invasion par les troupes soviétiques de l’Afghanistan en 1980, communiquant par la suite l’information au gouvernement japonais.
Avec la réforme administrative de 1996, le gouvernement décida de restructurer et réduire l'AISP. De nombreux membres de l'AISP furent mutés au ministère des Affaires étrangères ou à l’Office de recherche et d’intelligence. De nombreux agents furent également envoyés à l’étranger afin de renforcer le renseignement extraterritorial. L'AISP passa de 1 800 membres à 1 100, les 700 autres membres étant mutés dans d’autres secteurs.
Le Second département d’investigation est chargé de l’intelligence étrangère. La division 2-2 a établi des contacts avec plus de trente agences étrangères, incluant notamment la CIA, le FBI, le MI6, le Mossad et les services secrets français. La CIA a notamment convié à Washington des représentants de l'AISP afin de partager leurs méthodes.

## Organisation
Cette agence est composée de plusieurs organes : il y a trois départements internes (le Département des Affaires générales, le Premier département d’investigation et le Second département d’investigation), un institut (l’Institut de recherche et d’entraînement), huit bureaux régionaux et quatorze bureaux préfectoraux.

## Actions contre les sectes
À la suite de l'attentat au gaz sarin dans le métro de Tokyo commis le 20 mars 1995 par la secte Aum Shinrikyō, l'AISP s'est vu confier le contrôle de ce groupe religieux. Avant cet événement, l'AISP n'avait pas dans ses prérogatives le contrôle des organisations religieuses. Dès le début de l'année 1996, de nombreuses actions sont menées contre la secte qui se voit interdire les collectes de fonds et le prosélytisme. L'agence ira même jusqu'à invoquer la loi sur la prévention des activités subversives de 1952, afin de dissoudre l'organisation. Cependant, l'opinion publique est plutôt réfractaire à l'utilisation de cette loi, qui va à l'encontre de la liberté de religion, d'expression et de réunion. De ce fait, l'AISP cessera de vouloir utiliser cette loi à partir de janvier 1997.